# Nuevas Generaciones del Partido Popular
Nuevas Generaciones del Partido Popular és l'organització juvenil del Partit Popular espanyol. El seu àmbit d'actuació és tot Espanya. Tenen seccions en totes les comunitats i ciutats autònomes, províncies i illes. Té també dependències en altres països com NNGG de Bèlgica, Argentina, Uruguai, etc. Comparteix els postulats ideològics del Partit Popular (en terminologia del propi partit centre reformista).
La seva missió és promoure la participació dels joves en la vida política a través del partit, defensant i impulsant els seus valors i principis, i contribuint al desenvolupament de l'article 48 de la Constitució Espanyola. El 2006 comptava amb al voltant de 65.000 afiliats, 33.532 en 2018 i 35.000 en 2021.
El 13 de juliol de 1997 el seu membre de Miguel Ángel Blanco Garrido, regidor de la localitat biscaïna d'Ermua va ser assassinat per ETA.